# Norraca notodontina
Norraca notodontina är en fjärilsart som beskrevs av Van Eecke 1929. Norraca notodontina ingår i släktet Norraca och familjen tandspinnare. Inga underarter finns listade i Catalogue of Life.